# مصرف الخليج التجاري
مصرف الخليج التجاري بنك عراقي. أسس كشركة مساهمة خاصة بموجب شهادة التأسيس المرقمة 7002/المؤرخة في 20/10/1999 الصادرة من دائرة تسجيل الشركات وفق قانون الشركات رقم (21) لسنة/ 1997 برأسمال قدره (600.000.000) دينار مدفوع بالكامل باشر نشاطه الفعلي بتاريخ 1/4/2000 وفتح الفرع الرئيسي أبوابه للجمهور بهذا التاريخ بعد حصوله على إجازة ممارسة الصيرفة من البنك المركزي العراقي المرقمة ص.أ/9/3/ 115 والمؤرخة في 7/2/2000 وفقا لإحكام قانون البنك المركزي العراقي رقم (64) لسنة/ 1976 الملغي ليمارس المصرف أعمال الصيرفة الشاملة وقد تم تعديل عقد تأسيسه بزيادة رأس ماله عدة مرات حتى أصبح راسماله بتاريخ 8/9/2013 (250) مليار دينار مايعادل (212) مليون دولار أمريكي ويخطط المصرف للوصول إلى (350) مليار دينار في عام 2015. للمصرف 23 فرع في بغداد، البصرة، النجف، كربلاء، بابل، الديوانية، أربيل، واسط، تكريت.